# Encefalinase
A encefalinase se trata de uma enzima que age na encefalina, uma proteína neurotransmissora da família dos opióides. Esta enzima é de extrema importância para o organismo, uma vez que auxilia a controlar ações relacionadas ao estresse, alimentação, memória e outras diversas funções sensoriais, que são provenientes da então encefalina.